# Mallotus stewardii
Mallotus stewardii är en törelväxtart som beskrevs av Elmer Drew Merrill och Metcalf. Mallotus stewardii ingår i släktet Mallotus och familjen törelväxter. Inga underarter finns listade i Catalogue of Life.